# Матусівський район
Матусівський район — адміністративно-територіальна одиниця утворена в 1923 році в складі Черкаської округи. 
Районний центр — село Матусів.
На 1925 рік район в складі Черкаської округи. 15 вересня 1930 року його ліквідовано, а територія району відійшла до Шполянського району Черкаської округи.
Станом на 7 березня 1923 року в районі було 6 населених пункти. З них 6 сіл:
- села: Буда-Макіївка, Лебедин, Матусів, Макіївка, Ташлик та  Самгородок;